# 大众哲学
《大众哲学》是1936年出版的艾思奇著作的一本简明的马克思主义基本理论通俗读本，共有24篇，主要包括唯物主义、认识论和辩证法三个方面的内容。出版后在中国形成了较广泛的社会影响。

## 历史
艾思奇于1932年从日本回到上海，在中国共产党领导下开始从事马克思主义的宣传活动。1934年，经中国左翼社会科学家联盟安排，艾思奇进入《申报》流通图书馆指导部，参与副刊“读书问答”栏目工作，开始尝试用马克思主义的立场、观点、方法和通俗语言来解释当时社会上发生的各种问题，做革命理论的宣传、启蒙工作，广受欢迎。1934年10月，为了更好地满足读者的需求，“读书问答”专栏停刊，另办《读书生活》杂志，由李公朴任主编，柳湜、艾思奇、夏征农任编辑。由于刊物紧贴现实生活，内容生动活泼，受到广大读者的好评，成为马克思主义大众化、通俗化的重要阵地。艾思奇承担了“哲学讲话”栏目的大部分稿件，后来，艾思奇等人又发起成立了读书出版社，继续进行革命理论的宣传工作。1936年1月，艾思奇将他发表于《读书生活》杂志上的系列文章汇集成册出版，取名为《哲学讲话》。《哲学讲话》的出版，使马克思主义哲学走出了神圣的殿堂，走向了人民大众，成为他们的思想武器，引导无数青年走上了革命道路。该书很快被国民党查禁，艾思奇又把书名改为《大众哲学》继续出版。